# AROS Research Operating System
AROS Research Operating System (AROS) je svobodný operační systém kladoucí si za cíl implementaci API systému AmigaOS 3.1. Lze ho provozovat jak jako samostatný operační systém, tak jako emulátor Amigy v jiných systémech. Název AROS původně znamenal Amiga Research Operating System, nicméně kvůli možnosti porušení ochranné známky Amigy byl název změněn rekurzivní zkratkou na AROS Research Operating System. Cílem AROSu má zůstat stranou právních a jiných sporů, které sužují jiné implementace AmigaOS tím, že má být nezávislý po stránce hardwaru a jakéhokoliv centrálního řízení.

## Stav vývoje
Systém je vyvíjen od roku 1995 a v současnosti (konec roku 2008) je z větší části dokončen. Systém lze provozovat na většine IBM PC kompatibilních počítačích, dále jsou podporovány některé PowerPC platformy, například základní desky SAM4404EP od ACube Systems a EFIKA od Genesi/bPlan. Funkční je již podpora například USB, či podpora TCP/IP včetně experimentálního prohlížeče. Naportovány byly některé programy včetně emulátoru UAE. Jelikož AROS je navržen jako kompatibilní na úrovni zdrojových kódu, programy přeložené pro původní architekturu Motorola 68000 nebudou fungovat, nicméně zdrojové kódy, které šly zkompilovat v původním AmigaOS, lze zkompilovat i v AROSu. Tímto se liší od MorphOS a AmigaOS 4, které tyto programy mohou spouštět přímo pomocí JIT překladače. Existují plány integrovat emulátor E-UAE přímo do AROSu pro spouštění původních aplikací, a dokonce i softwaru pro MorphOS v případě PowerPC sestavení AROSu, ale doposud tomu tak není.